# Swima bombiviridis
Swima bombiviridis is een borstelworm uit de familie Acrocirridae. Het lichaam van de worm bestaat uit een kop, een cilindrisch, gesegmenteerd lichaam en een staartstukje. De kop bestaat uit een prostomium (gedeelte voor de mondopening) en een peristomium (gedeelte rond de mond) en draagt gepaarde aanhangsels (palpen, antennen en cirri). 
Swima bombiviridis werd in 2009 voor het eerst wetenschappelijk beschreven door Osborn, Haddock, Pleijel, Madin, Rouse. Hij dankt zijn wetenschappelijk naam (groene bommenwerper) aan de groene, lichtgevende afscheiding die hij produceert als verdediging.